# Robert Snodgrass
Robert Snodgrass (ur. 7 września 1987 w Glasgow) – szkocki piłkarz występujący na pozycji pomocnika w angielskim klubie Heart of Midlothian F.C. oraz w reprezentacji Szkocji.

## Kariera klubowa
Robert Snodgrass urodził się w Glasgow i podobnie jak jego rodzina był fanem Celticu. Jako junior miał ofertę rozpocząć treningi w tym zespole, jednak wybrał ostatecznie ofertę Livingston, gdzie miał większą szanse na regularną grę. Po rozpoczęciu zawodowej kariery Snodgrass otrzymał ofertę przejścia do angielskiego Blackburn Rovers, jednak zdecydował się pozostać w Livingston. 30 stycznia 2007 roku Szkot został wypożyczony do trzecioligowego Stirling Albion, gdzie grał do końca sezonu. Razem z nową drużyną zajął 2. miejsce w ligowej tabeli i awansował do drugiej ligi. Po zakończeniu rozgrywek Snodgrass powrócił do Livingston, dla którego w sezonie 2007/2008 rozegrał 31 ligowych spotkań i zdobył 9 goli.
W lipcu 2008 roku Snodgrass wyjechał do Anglii, gdzie podpisał kontrakt z występującym w League One Leeds United. Początkowo grał w pierwszym składzie, jednak następnie zaczął pojawiać się na boisku tylko w roli rezerwowego. Do wyjściowej jedenastki powrócił na początku listopada i do końca roku udało mu się strzelić w ligowych pojedynkach 4 bramki. Leeds notowało jednak bardzo słabe wyniki, w efekcie czego trener Gary McAllister został zwolniony, a w jego miejsce do klubu przybył Simon Grayson. Angielska drużyna od tego czasu zaczęła piąć się w górę tabeli, a sam Snodgrass na stałe wywalczył sobie miejsce w pierwszym składzie. Łącznie w sezonie 2008/2009 szkocki gracz zdobył 9 goli w League One i 2 w Pucharze Ligi Angielskiej. Leeds zajęło w lidze 4. miejsce, jednak przegrało półfinałowy baraż o awans do The Championship z Millwall. W głosowaniu kibiców Leeds na najlepszego piłkarza rozgrywek 2008/2009 Snodgrass zajął 2. pozycję, a zwyciężył Jermaine Beckford.
Przed rozpoczęciem sezonu 2009/2010 Snodgrass przedłużył swój kontrakt z Leeds do 2013 roku. W meczu drugiej rundy Pucharu Ligi Angielskiej z Watfordem zdobył dla swojej drużyny oba gole, a Leeds wygrało po dogrywce 2:1 i awansowało do kolejnej rundy. 26 września Szkot strzelił zwycięską bramkę w meczu z Milton Keynes Dons (1:0).
27 lipca 2012 roku podpisał trzyletni kontrakt z Norwich City. Zadebiutował 18 sierpnia 2012 roku w przegranym 0:5 spotkaniu z Fulham.
W 2014 roku kiedy to Norwich spadło do Championship podpisał trzyletnią umowę z Hull City, tym samym pozostając nadal w Premier League. Kwota transferu wyniosła ok. 6 milionów funtów.
27 stycznia 2017 za ok. 10 mln euro przeniósł się do West Hamu United, podpisując z londyńskim klubem 3,5 letni kontrakt.

## Kariera reprezentacyjna
Snodgrass ma za sobą występy w młodzieżowych reprezentacjach Szkocji. Występował w zespołach do lat 19, 20 i 21. Z pierwszym z nich w 2006 roku zdobył wicemistrzostwo Europy juniorów. 1 października 2009 roku Snodgrass został powołany do seniorskiej reprezentacji na towarzyski mecz z Japonią, jednak nie mógł w nim wystąpił z powodu kontuzji, której doznał podczas ligowego spotkaniu przeciwko Carlisle United.
9 lutego 2011 Snodgrass zadebiutował w dorosłej reprezentacji Szkocji, wchodząc z ławki rezerwowych w meczu przeciwko Irlandii Północnej.